# 菱叶镰扁豆
菱叶镰扁豆（学名：Dolichos rhombifolius）为豆科扁豆屬下的一个种。其种加词“Rhombifolius”意为“菱形叶的”。
现接受名为毛镰瓣豆（Dysolobium pilosum (J.G.Klein ex Willd.) Maréchal， 1977）。